# Jesper Håkansson
Jesper Håkansson (* 14. August 1981 in Albertslund) ist ein ehemaliger dänischer Fußballspieler. Der offensiv ausgerichtete frühere Juniorennationalspieler stand im Laufe seiner Karriere bei Profiklubs in Dänemark, den Niederlanden, Schweden und Australien unter Vertrag. 

## Vereinskarriere
Håkansson debütierte am 23. Mai 1998 17-jährig für seinen Heimatklub BK Frem København in der zweithöchsten dänischen Spielklasse bei einem 1:1-Unentschieden gegen Hvidovre IF. In der folgenden Saison 1998/99 gehörte er regelmäßig zum Aufgebot und kam im Saisonverlauf zu 26 Ligaeinsätze, bevor er im Sommer 1999, unter anderem nach einem Probetraining bei Manchester United, zum niederländischen Klub SC Heerenveen wechselte. Bei seinem Einstand in der niederländischen Eredivisie erzielte er bei einer 2:3-Auswärtsniederlage gegen Ajax Amsterdam einen Treffer, kam in der Folge aber unter Trainer Foppe de Haan nur sporadisch für das Profiteam zum Einsatz. In der Saison 2002/03 wurde er für einige Zeit an den dänischen Erstligisten Viborg FF verliehen, nach seiner Rückkehr hatte er in Spielzeit 2003/04 mit 23 Ligaeinsätzen seine beste Saisonbilanz für Heerenveen. Zur folgenden Saison folgte mit Gertjan Verbeek ein neuer Trainer, der Håkansson für die Spielzeit 2004/05 an den Ligakonkurrenten RBC Roosendaal verlieh. Mit sechs Saisontreffern gehörte er zu den besten Torschützen seines Teams und schaffte mit der Mannschaft in der Relegationsrunde den Klassenerhalt. 

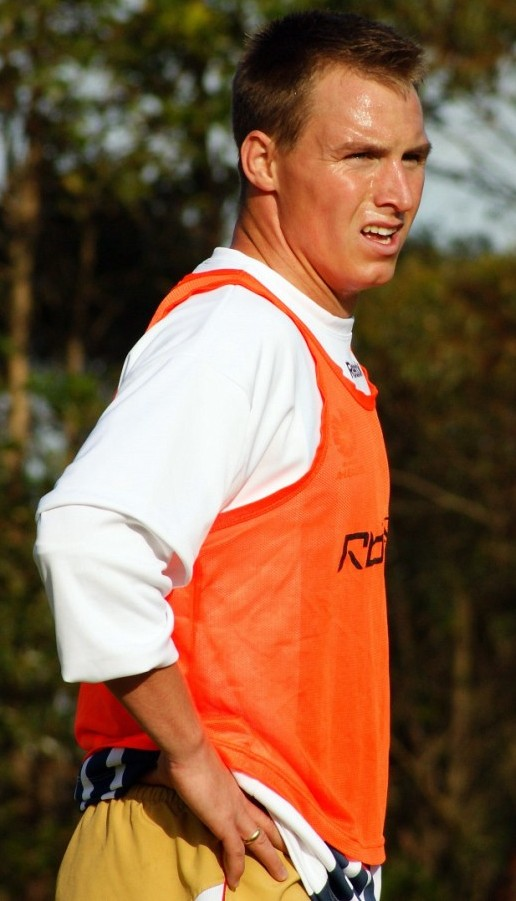
Håkansson im Training der Newcastle Jets (2008)

In der Sommerpause 2005 endete sein Aufenthalt in den Niederlanden und der Offensivakteur wechselte zum schwedischen Erstligisten Djurgårdens IF, der sich zu diesem Zeitpunkt im Kampf um die Meisterschaft befand. Håkansson kam im restlichen Saisonverlauf zu einem Ligaeinsatz, als neben dem Gewinn der Meisterschaft auch der Pokalsieg gelang. Nachdem er in der Saisonpause in der Royal League 2005/06 zu neun Einsätzen gekommen war, blieb er in der Hinrunde der Saison 2006 unberücksichtigt. Sein im Sommer 2006 auslaufender Vertrag wurde von Djurgårdens IF nicht mehr verlängert und Håkansson kehrte anschließend in die Niederlande zurück, wo er sich ADO Den Haag anschloss.
Nachdem er in der Spielzeit 2006/07, die für Den Haag mit dem Abstieg in die Eerste Divisie endete, nur zu fünf Einsätzen gekommen war, löste er bereits kurz nach Beginn der Saison 2007/08 seinen Vertrag auf und wechselte nach Dänemark zum Erstligaaufsteiger Lyngby BK. Bei Lyngby erzielte er in 23 Einsätzen drei Treffer, der Klub stieg am Saisonende als Tabellenletzter ab. Håkansson entschied sich anschließend erneut zu einem Wechsel ins Ausland und unterzeichnete nach einem einwöchigen Probetraining einen Zwei-Jahres-Vertrag beim amtierenden australischen Meister Newcastle United Jets. Der Kontakt kam auf Empfehlung des in Melbourne wohnhaften, früheren dänischen Nationalspieler Jesper Olsen zustande.
Håkansson gelang es in Australien nicht, die hohen in ihn gesetzten Erwartungen zu erfüllen. Die Saison verlief für Klub und Spieler enttäuschend, der Däne kam – auch verletzungsbedingt – nur in zehn Ligaspielen zum Einsatz, darunter fünfmal als Einwechselspieler. Die Jets belegten am Saisonende den letzten Tabellenplatz, für das schlechte Abschneiden machte Trainer Gary van Egmond unter anderem das Mittelfeldduo Håkansson und Kaz Patafta verantwortlich. Bereits kurz nach der Saison Ende Januar 2009 wurde sein Vertrag in gegenseitigem Einvernehmen wieder aufgelöst.
Mit dem dänischen Zweitligisten FC Amager fand er im März 2009 einen neuen Arbeitgeber, der Klub meldete aber bereits kurz nach seiner Verpflichtung Bankrott an und stellte den Spielbetrieb ein. Für die restliche Saison kehrte Håkansson daraufhin zu seinem Heimatklub BK Frem København zurück, für den er in sieben Zweitligaeinsätzen fünf Tore erzielte. Zur Saison 2009/10 wechselte er zum Ligakonkurrenten AB Kopenhagen, ein Jahr später erneut innerhalb der zweiten dänischen Liga zum FC Roskilde. Mit Roskilde verpasste er 2012 den Klassenerhalt und stieg in die 2. Division ab, 2015 beendete er seine Laufbahn.

## Nationalmannschaft
Håkansson gehörte zu den hoffnungsvollsten dänischen Talenten seines Jahrgangs. 1998 nahm er mit der dänischen Auswahl an der U-16-Europameisterschaft teil und erreichte mit dem Team das Viertelfinale, in dem man dem späteren Überraschungssieger Irland mit 0:2 unterlag. Bereits 1997 war Håkansson vom Dänischen Fußballverband als U-17-Spieler des Jahres ausgezeichnet worden. Mit seinem Debüt für das dänische U-21-Nationalteam im September 1999 wurde er der drittjüngste dänische U-21-Spieler der Geschichte, lediglich Thomas Sørensen und Michael Laudrup waren bei ihrem U-21-Debüt noch jünger. Einsätze blieben in der Folge aber rar. Während seiner Zeit bei Lyngby kehrte er nochmals kurz in den Kreis der Nationalmannschaft zurück, als er in ein Trainingslager der A-Nationalmannschaft eingeladen wurde.